# فورست بارك (بركنل فورست)
فورست بارك، بركنل فورست (باركشير) (بالإنجليزية: Forest Park, Bracknell Forest)‏ هي قرية تقع في المملكة المتحدة في جنوب شرق إنجلترا.